# Antonius Andreas
Antonius Andreas(c. 1280, Tauste, Aragón - 1320) fue un teólogo franciscano español, alumno de Duns Scoto.

## Biografía
Enseñó en la Universidad de Lérida en 1315. Fue apodado Doctor Dulcifluus, o Doctor Scotellus(también usado para referirse a Pedro de Aquila).
Sus Quaestiones super XII libros Metaphysicae Aristotelis fue impreso en 1481.